# Municipio de Sweet (Minnesota)
El municipio de Sweet (en inglés: Sweet Township) es un municipio ubicado en el condado de Pipestone en el estado estadounidense de Minnesota. En el año 2010 tenía una población de 324 habitantes y una densidad poblacional de 3,03 personas por km².

## Geografía
El municipio de Sweet se encuentra ubicado en las coordenadas 43°58′42″N 96°23′2″O / 43.97833, -96.38389. Según la Oficina del Censo de los Estados Unidos, el municipio tiene una superficie total de 106.78 km², de la cual 106,55 km² corresponden a tierra firme y (0,21 %) 0,23 km² es agua.

## Demografía
Según el censo de 2010, había 324 personas residiendo en el municipio de Sweet. La densidad de población era de 3,03 hab./km². De los 324 habitantes, el municipio de Sweet estaba compuesto por el 96,91 % blancos, el 0,62 % eran amerindios, el 0,93 % eran asiáticos y el 1,54 % eran de una mezcla de razas. Del total de la población el 0 % eran hispanos o latinos de cualquier raza.